# Ministério de libertação
No cristianismo, ministério de libertação refere-se a grupos que realizam práticas para limpar as pessoas de demônios e espíritos malignos. Esses grupos atribuem os problemas físicos, psicológicos, espirituais e emocionais de certas pessoas às atividades desses espíritos malignos em suas vidas. Nem todos os cristãos aceitam as doutrinas e práticas destes ministérios.
A libertação tem como objetivo expulsar espíritos malignos (também conhecidos como "demônios"), ajudando as pessoas a superar comportamentos, sentimentos e experiências negativas por meio do poder do Espírito Santo. Cada evento é diferente, mas muitos incluem algumas ou todas estas etapas significativas: diagnóstico, nomeação do demônio, expulsão e alguma forma de ação tomada pela pessoa afetada após sua libertação para impedir o retorno do demônio. A distinção entre o ministério de libertação e o exorcismo é que enquanto o exorcismo se concentra principalmente na possessão e é tanto para crentes como para incrédulos, a libertação se concentra mais na opressão espiritual e é mais para os crentes. Em ambos os casos, ao expulsar espíritos, os intercessores estariam seguindo o exemplo de Jesus Cristo e dos seus discípulos, dado no Novo Testamento.

## Histórico

### Precedentes bíblicos
Muitos crentes no ministério de libertação citam precedentes bíblicos como fonte autorizada para seus rituais; isso constitui uma parte significativa nas discussões em torno das práticas de libertação. O precedente bíblico para purificar as pessoas dos espíritos malignos retorna até Jesus.
O Novo Testamento menciona Jesus expulsando espíritos malignos cinquenta e cinco vezes, mas apenas descreve os eventos em detalhes cinco vezes. Ele expulsa demônios de um homem na sinagoga (Marcos 1) e de dois homens perto dos túmulos (Mateus 8). Em ambos os episódios, Jesus conversa com os demônios, e eles o reconhecem como Filho de Deus, antes que sejam expulsos. Jesus também expulsa demônios de uma menina (Marcos 7) e de um menino (Lucas 9), ambos eventos que a Bíblia expressamente conecta ao fortalecimento da fé de seus pais; os praticantes modernos do ministério de libertação interpretam as suas experiências de expulsão de demônios como uma oportunidade para fortalecer também a sua própria fé. Jesus cura um homem possuído (Mateus 12) para mostrar seu chamado messiânico e o cumprimento da profecia, levando os crentes modernos a verem exorcismos bem-sucedidos como evidência do poder de Jesus em suas vidas.
Os discípulos de Jesus também expulsaram demônios muitas vezes ao longo do Novo Testamento como sinal de sua própria fé em Jesus. Isso ocorre antes e depois da morte de Jesus. Após a sua morte, os crentes interpretam os acontecimentos como prova da autoridade que os discípulos ainda têm através da fé em Jesus. Cada evento de exorcismo é diferente na Bíblia, e os métodos usados para expulsar demônios mudam; alguns participantes do ministério de libertação moderno interpretam isso como significando que não existe uma maneira "certa" ou única de expulsar demônios, mas que muitos métodos podem ser usados, desde que estejam enraizados no cristianismo. Os praticantes do ministério de libertação prestam muita atenção a cada um desses exemplos bíblicos enquanto perpassam e interpretam atividades demoníacas e rituais de libertação em suas próprias vidas.
Todavia, cabe ressaltar que, mesmo no Novo Testamento, há casos relatados onde os próprios discípulos foram incapazes de expulsar demônios, tendo que recorrer diretamente a Jesus, ou mesmo outros, que não sendo seguidores diretos de Jesus, falharam ao tentar expulsar demônios invocando o Seu nome. Há ainda o recordatório de que, mesmo aqueles que se dizem capazes de expulsar demônios em nome de Jesus, serão repudiados por Ele no Dia do Juízo, por não terem sido capazes de cumprir fielmente a Sua palavra.

### Práticas de libertação pós-bíblicas
O exorcismo foi praticado pelos católicos durante a Idade Média. Martinho Lutero praticou-o na Alemanha durante os anos 1500, como forma de participar na "guerra com o diabo", uma tradição continuada pelos luteranos desde a Reforma até os dias atuais. Ele simplificou a cerimônia para evitar chamar a atenção para poderes malignos. As práticas de libertação tornaram-se um pouco mais difundidas com o crescimento do movimento pentecostal, e especialmente com o movimento carismático que começou na década de 1960. Estes movimentos continuam a ver-se como parte da guerra espiritual, na qual entende-se que os cristãos estão em guerra com as forças do mal que atuam no mundo de forma eficiente, afligindo as pessoas com todos os tipos de problemas (físicos, emocionais, espirituais). As pessoas acreditam que podem combater essas forças do mal através do poder e da autoridade de Deus.